# Drew LeBlanc
Andrew John „Drew“ LeBlanc (* 29. Juni 1989 in Duluth, Minnesota) ist ein US-amerikanischer Eishockeyspieler, der seit Juli 2024 bei den Dresdner Eislöwen aus der DEL2 unter Vertrag steht und dort auf der Position des Centers spielt. Zuvor gehörte LeBlanc zwei Spielzeiten lang der Organisation der Chicago Blackhawks aus der National Hockey League (NHL) an und verbrachte unter anderem acht Jahre bei den Augsburger Panthern in der Deutschen Eishockey Liga (DEL).

## Karriere

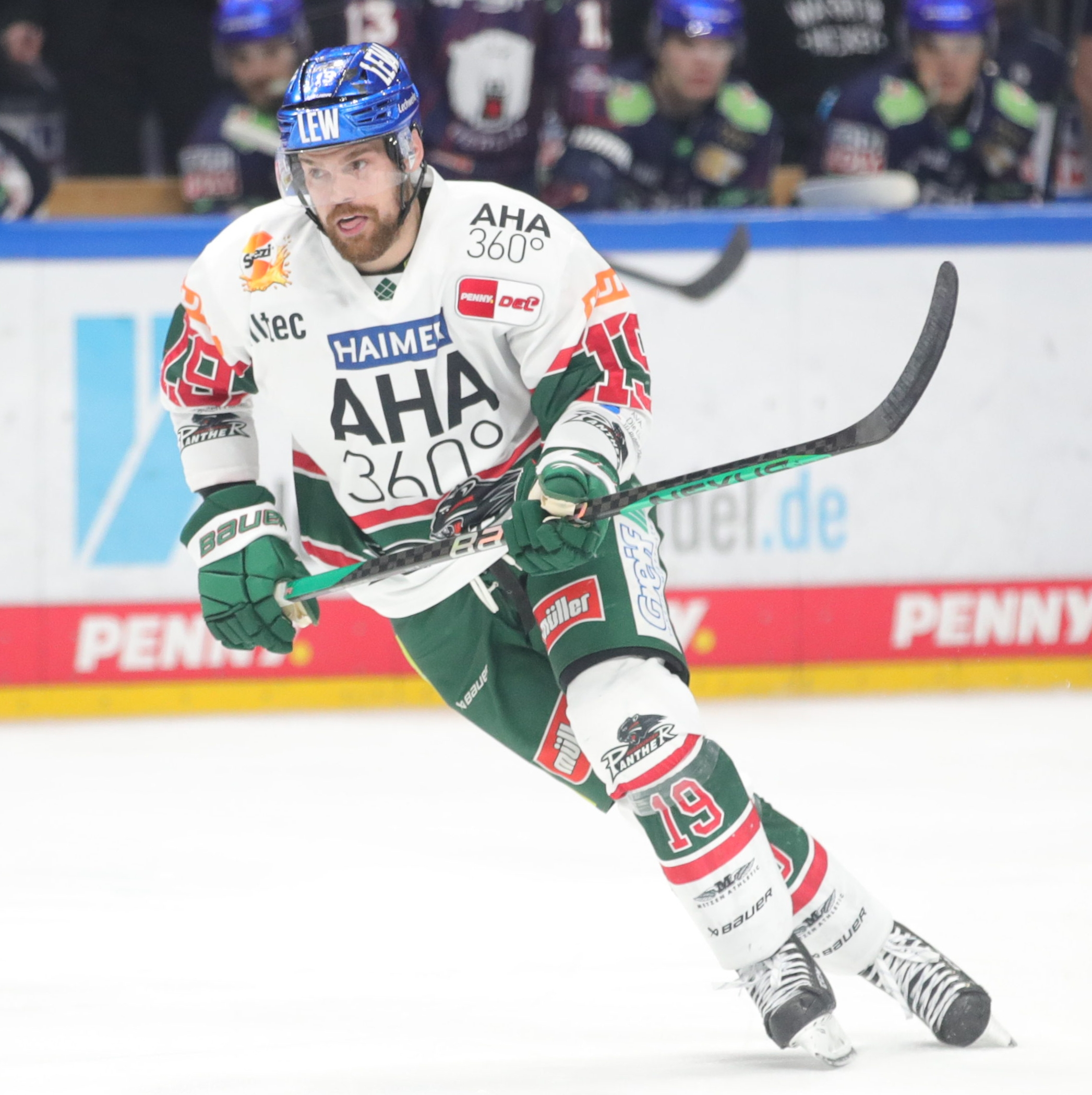
LeBlanc im Trikot der Augsburger Panther (2023)

LeBlanc begann seine Karriere in der Saison 2006/07 bei den Chicago Steel in der Juniorenliga United States Hockey League (USHL), wo er insgesamt zwei Spielzeiten verbrachte. Zwischen 2008 und 2013 stand er für die Universitätsmannschaft der St. Cloud State University in der Western Collegiate Hockey Association (WCHA), die in den Spielbetrieb der National Collegiate Athletic Association (NCAA) eingegliedert ist, auf dem Eis. Im Anschluss an die abgelaufene NCAA-Saison 2012/13 gewann LeBlanc den Hobey Baker Memorial Award als bester Collegespieler und erhielt daraufhin einen Vertrag bei den Chicago Blackhawks aus der National Hockey League (NHL), für die er noch im April 2013 sein Debüt in der höchsten Spielklasse Nordamerikas gab. Im Sommer 2013 wurde sein Kontrakt bei Chicago um zwei Jahre verlängert, die folgenden zwei Spielzeiten bestritt der Angreifer jedoch ausschließlich beim Farmteam Rockford IceHogs in der American Hockey League (AHL). Insbesondere im zweiten Jahr in Rockford kam er verletzungsbedingt auf lediglich sechs Scorerpunkte – darunter vier Tore – aus 41 Partien und erhielt infolgedessen nach Saisonende kein neues Vertragsangebot.
Im Sommer 2015 entschied sich LeBlanc für einen Wechsel nach Europa und schloss sich den Augsburger Panthern aus der Deutschen Eishockey Liga (DEL) an, wo er seit der Spielzeit 2015/16 aufläuft. In der Saison 2019/20 legte der US-Amerikaner mit 38 Assists die meisten Tore in der DEL vor. Er verbrachte in der Folge noch drei weitere Spielzeiten bei den Fuggerstädtern, ehe LeBlanc den Klub nach der Saison 2022/23 und insgesamt acht Jahren verließ. Daraufhin wurde der Mittelstürmer im Juli 2023 für ein Jahr von den Iserlohn Roosters unter Vertrag genommen.
Zur Saison 2024/25 wurde der US-Amerikaner von den Dresdner Eislöwen aus der DEL2 verpflichtet. Mit den Eislöwen gelang LeBlanc im Frühjahr 2025 der Gewinn der Meisterschaft, der gleichbedeutend mit dem Aufstieg in die DEL war.

### International
Infolge der herausragenden Collegesaison 2012/13, die LeBlanc absolvierte, wurde er als einer von vier Collegespielern für die Weltmeisterschaft 2013 in den Kader der US-amerikanischen Nationalmannschaft berufen. Dort kam er in sechs Spielen zum Einsatz und bereitete dabei drei Tore vor. Am Ende des Turniers gewann der Stürmer mit der Mannschaft die Bronzemedaille.

## Erfolge und Auszeichnungen
- 2013 Hobey Baker Memorial Award
- 2020 Bester Vorlagengeber der DEL-Hauptrunde
- 2025 DEL2-Meister und Aufstieg in die DEL mit den Dresdner Eislöwen

### International
- 2013 Bronzemedaille bei der Weltmeisterschaft

## Karrierestatistik

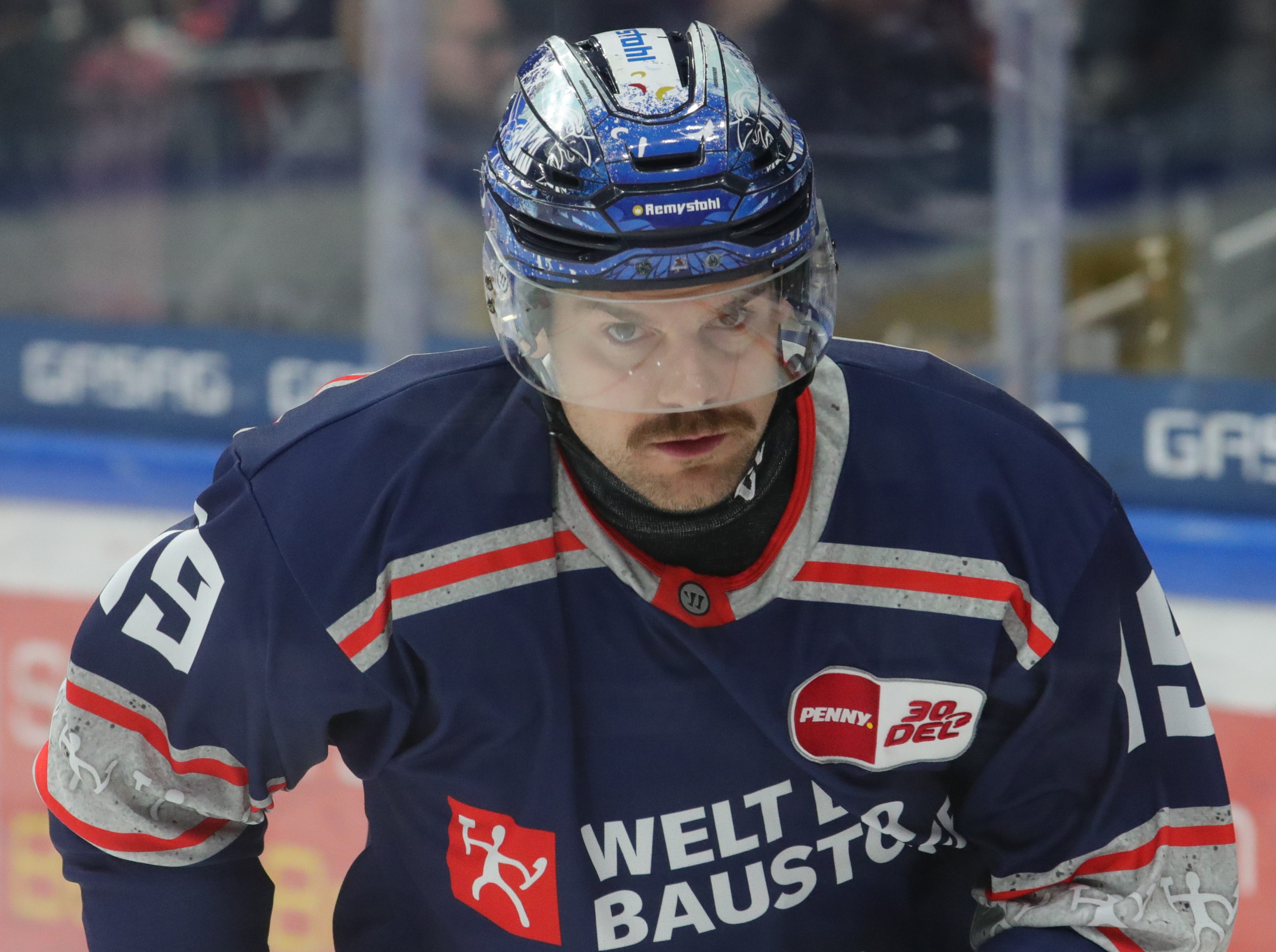
LeBlanc als Spieler der Iserlohn Roosters (2023)

Stand: Ende der Saison 2024/25

### International
Vertrat die USA bei:
- Weltmeisterschaft 2013

(Legende zur Spielerstatistik: Sp oder GP = absolvierte Spiele; T oder G = erzielte Tore; V oder A = erzielte Assists; Pkt oder Pts = erzielte Scorerpunkte; SM oder PIM = erhaltene Strafminuten; +/− = Plus/Minus-Bilanz; PP = erzielte Überzahltore; SH = erzielte Unterzahltore; GW = erzielte Siegtore; 1 Play-downs/Relegation; Kursiv: Statistik nicht vollständig)